# Fran Kos
Fran Kos, slovenski zoolog,  * 11. september 1885, Ljubljana, † 21. marec 1958, Jesenice?.

## Življenjepis
Ljudsko šolo, nižjo gimnazijo in učiteljišče je dokončal leta 1908 v Ljubljani. Prirodopis je študiral na dunajski univerzi najprej kot izredni od 1918 dalje pa kot redni slušatelj, in promoviral na Dunaju februarja 1920. Kot učitelj je nekaj časa služboval na ljudski šoli v Grosupljem, nato na ljudski, pozneje na meščanski šoli v Trstu. Od 1915 do 1919 je poučeval prirodopis na goriškem moškem in ženskem učiteljišču ter gimnaziji v Trstu, kamor so bili ti zavodi zaradi vojne premeščeni iz Gorice. Leta 1919 ga je italijanska okupacijska oblast premestila na višjo realko v Idriji, kjer je poučeval prirodopis in kemijo do konca 1920. V začetku 1921 je prevzel mesto kustosa prirodopisnega oddelka v Narodnem muzeju, kjer je  istočasno postal tudi predsednik Odseka za varstvo prirode in prirodnih spomenikov, in član odbora po vojni zopet oživelega Društva za raziskovanje jam. V zgodovinskem trenutku delitve Narodnega muzeja v Kulturnozgodovinski muzej v Ljubljani in Prirodoslovni muzej v Ljubljani leta 1944 je postal prvi ravnatelj samostojnega Prirodoslovnega muzeja v Ljubljani. S 1. junijem 1944 je bil imenovan za vršilca dolžnosti ravnatelja, 11. julija 1944 pa za ravnatelja in je muzej vodil do konca oktobra 1945, ko se je upokojil. Z 8. junijem 1946 je postal dejaven sodelavec novega Veterinarskega znanstvenega zavoda Slovenije.

## Delo
V zoologiji se je specializiral na zoološki postaji v Trstu, kjer je bil zaposlen od 1910 do 1915. Njegova glavna znanstvena raziskovanja so bila v tem času usmerjena poleg morfološko-sistematskih in ekološko-fizioloških študij celokupne jadranske favne predvsem na ontogenijo plaščarjev, na anatomijo, histologijo in fiziologijo arhianelidov, posebno plemena Polygordius, na primerjalno-anatomske študije možganov selahijev in na planktonološka raziskavanja Jadranskega morja. Pisal je članke poljudno-strokovnega značaja in strokovno-znanstvena dela kot npr.: Evropski los, Alces alces L. iz jame pri Glažuti; Ob stoletnici Dežmanovega rojstva; Prispevki k morfologiji in biologiji arhianelida Polygordius triestinus Woltereck; Eksotrohofora v planktonu tržaškega zaliva v času izven običajne vojne dobe;  Merops apiaster L. v Sloveniji (1924 do 1925), Ris (Lynx lynx L.) na ozemlju etnografske Slovenije (1929); Predavanje ob stoletnici Mendlovega rojstva: Bistvo in pomen Mendelovih pravil za biologijo (1924) in druge članke.